# قرقفيات
القُرقُفيات هي فصيلة شائعة من العصافير تقطن قارات العالم القديم وأمريكا الشمالية، يسمى واحد من هذه العصافير بالقُرْقُف أو القُرْقُب. عصافير القرقف طيور صغيرة ومكتنزة بصفة عامَّة، إذ يتراوح حجمها غالباً بين 10 سنتيمترات و22 سنتيمتراً، ولها مناقير سميكةٍ وقصيرة. وهي تقطن في الأحراش، وغذاؤها متنوّعٌ يشمل الحشرات والبذور، والكثير منها يعيش بجوار مدن البشر حيث يحصل على البذور والجوز من مطعمي الطيور، كما تتعلَّم الطيور بهذه المناطق الحصول على أنواعٍ أخرى من الغذاء. النداء الأكثر شيوعاً لهذه الطيور يشبه: "تشيك-ا-دي دي دي"، وهي تسمى بالأجنبية العامية بسبب ذلك "التشيكاديات"، حيث أصبح هذا الاسم الأساسي للأنواع الأمريكية من الفصيلة.

## الوصف

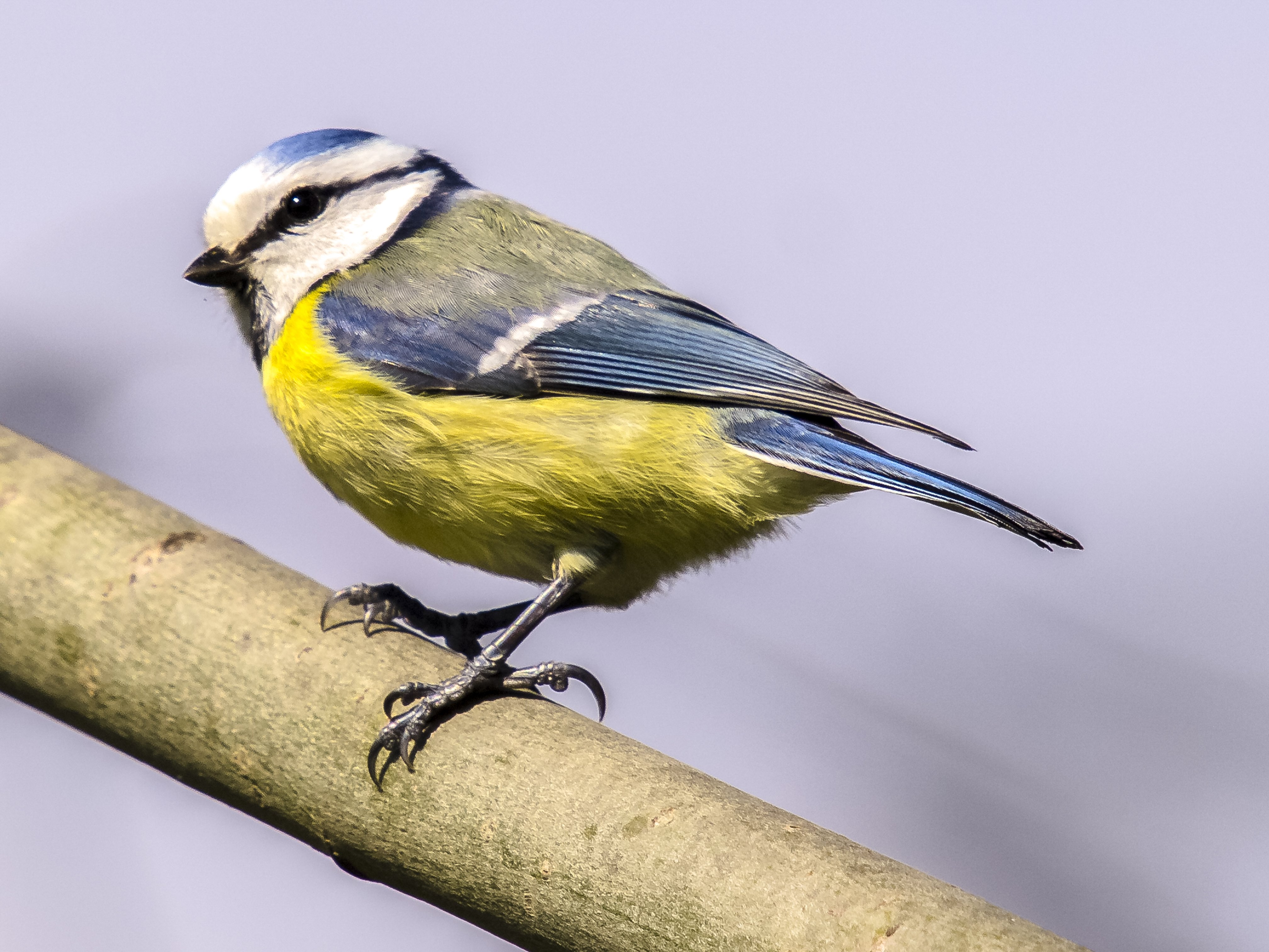
طائر القرقف الأزرق الأوراسي

باستثناء الأجناس الثلاث أحادية النوع بفصيلة القرقف فإنَّ معظم أنواعه متشابهة في أشكالها إلى حدٍّ كبير، وهي تعرف بأنها إحدى أكثر فصائل الطيور تشابهاً في المظهر. يتراوح متوسّط الطول الأساسي لطيور الفصيلة بين العشر سنتيمترات و16 سنتيمتراً، ومع احتساب الأجناس أحادية النوع سيتّسع مدى الأحجام حتى 9 سنتيمترات إلى 21 سنتيمتراً. وأما الأوزان فهي تتراوح من 7 غرامات إلى 29 غراماً، ومع الأجناس أحادية النوع من 5 غرامات إلى 49 غراماً. تنبع الفروق الأساسية بين أنواع القرقف المختلفة من اختلاف ألوان ريشها.
مناقير عصافير القرقف قصيرة عموماً، ومنها السميكة والنحيلة بناءً على الغذاء الذي تعتمد عليه للعيش. إذ إنَّ الأنواع التي تعتمد بشكل كبيرٍ على الحشرات في غذائها لها مناقير أنحف، وأما تلك التي تعتمد على البذور فمناقيرها أسمك لتستطيع كسرها.

## الانتشار والموطن
عصافير القرقف هي فصيلة واسعة الانتشار من الطيور، حيث تقطن معظم أنحاء قارات آسيا وأوروبا وأفريقيا وأمريكا الشمالية. منها عددٌ من الأنواع التي تقطن منطقة بلاد الشام شرق الوطن العربي، من أبرزها القرقف الكبير والقرقف الأزرق والقرقف الفحمي.
يصل مدى طيور جنس بويكل في أمريكا الشمالية حتى جنوب المكسيك، إذ إنَّ لدى بعض أنواعه انتشاراً طبيعياً شديد الضخامة، وأحدها وهو القرقف رمادي الرأس يقطن أنحاءً تمتدُّ من إسكندنافيا شمال أوروبا إلى كندا وألاسكا بأمريكا الشمالية. من جهة أخرى، تقطن معظم أنواع جنس بيريبيروس منطقة جنوب غرب آسيا، منها نوعان متوطِّنان في الفلبين. وأما القرقف الفحمي الذي ينتمي إلى الجنس ذاته فهو نوع أوسع انتشاراً بكثير، إذ يقطن مناطق تمتد من اليابان شرقاً إلى الجزر البريطانية فأمريكا الشمالية غرباً. وأما نوعا جنس لوفوفينس فهما يقطنان منطقتين متباعدتين، حيث يعيش أحدهما بأوروبا والآخر في وسط آسيا.

## الأنواع
فيما يلي قائمة غير مكتملة تشمل بعض أنواع فصيلة القرقف (تضم الفصيلة بالإجمال 9 أجناس و56 نوعاً و248 أصنوفة مع احتساب تحت الأنواع):
- القرقف الكبير
- القرقف الأزرق
- القرقف الأسود
- القرقف المغاربي
- القرقف اللازوردي
- القرقف الفحمي
- القرقف الحزين
- قرقف المستنقعات
- القرقف الأوروبي ذو العرف
- القرقف الازرق شمال افريقي